# ブレンガルテン-ディーティコン鉄道Ce4/4 7-9形電車

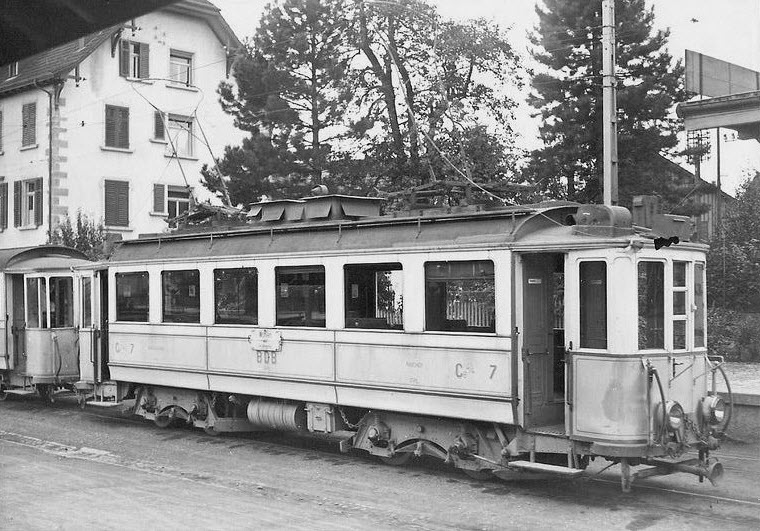
Ce4/4 7^{I} 号機、前面窓改造後、1935年頃

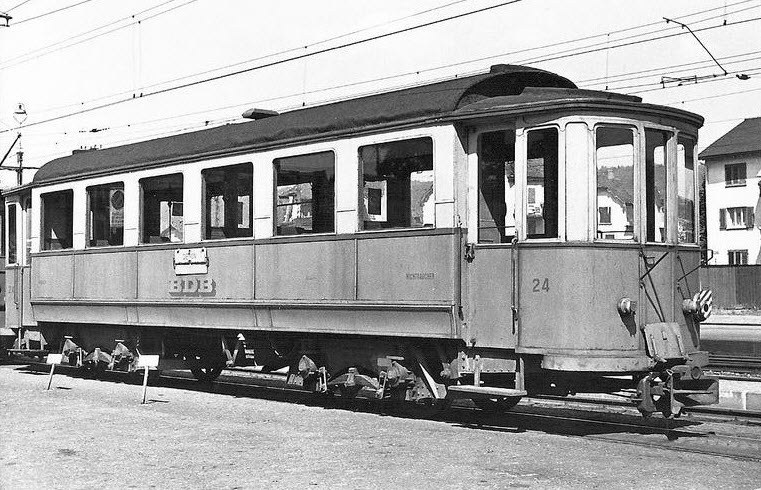
Ce4/4 8^{I} 号機から改造されたB^{4} 24号車、当初より客車であったB^{4} 25号車と車体はほぼ同一であるが台車が異なる、1967年

ブレンガルテン-ディーティコン鉄道Ce4/4 7I-9I形電車(ブレンガルテン-ディーティコンてつどうCe4/4 7I-9Iがたでんしゃ)は、現在ではBDWM交通となっているスイスの私鉄であるブレンガルテン-ディーティコン鉄道（Bremgarten-Dietikon-Bahn (BD)）で使用されていた3等（後の2等）電車である。なお、本機はCe4/4形の7I-9I号機として製造されたものであるが、1956の称号改正や機番変更、一部機体の客車化により最終的にBe4/4形4II-5II号機となったものである。

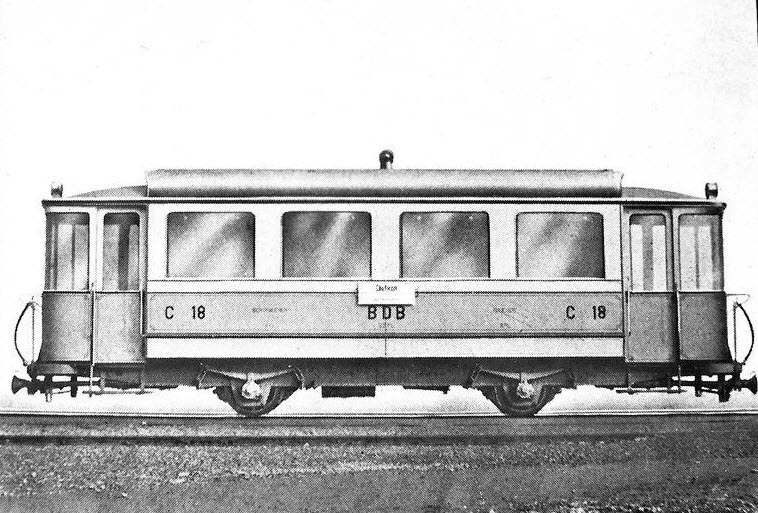
製造当時のC 18号車、車体隅部は曲面ガラス、1912年

また、本項では本形式と同時に製造された同形の客車であるC2 18-20形およびC4 24-25形についても記述する。

## 概要
チューリッヒのSバーンのS-17系統としてアールガウ州からチューリッヒ州への通勤路線となっているなっているBDWM交通のブレンガルテン-ディーティコン間は、1902年5月1日にブレンガルテン-ディーティコン鉄道がブレンガルテン - ディーティコン間10.6kmを1000mm軌間、直流750V電化で開業した路線で、2軸単車の Ce2/2 1I-5I形電車が同じく2軸単車の客車を牽引する列車で運行されていた。一方、ヴォーレン - ブレンガルテン・ウエスト間はこれより以前の1876年9月1日にヴォーレン-ブレンガルテン鉄道がヴォーレン - ブレンガルテン・ウエスト間の6.6kmを標準軌、非電化で開業しており、1902年1月1日にはスイス国鉄へ統合されてその一路線となっていた が、その後の1912年2月8日にはブレンガルテン-ディーティコン鉄道がヴォーレン - ブレンガルテン・ウエスト間をスイス国鉄からリースして三線軌条化および直流850Vでの電化 をし、同時にブレンガルテン・ウエスト - ブレンガルテン間1.2kmを開業させてヴォーレン - ディーティコン間の直通運転の開始している。本形式は、この開業伴い輸送力の増強が必要となったために導入されたもので、2軸ボギー式電車であるCe4/4 7I-9I形およびこれと同形の客車で、2軸式のC2 18-20形および2軸ボギー式のC4 24-25形が1912-15年に導入されている。
その後、1948-49年に軸距3700mmの2軸車であったC 18-20形は曲線通過性能の向上のためSLM製の3軸式自己操舵台車に変更して形式名がC3 18-20形となっている。また、1947年にはCe4/4 7Iおよび8I号機がCe4/4 6I-8II形の導入に伴い廃車となり、Ce4/4 9I号機は貨物列車や事業用列車の牽引用として残されたが、すぐ後の1949年にCe4/4 7I号機はCe4/4 4II号機に改番の上で、Ce4/4 8I号機は1951年に客車化されてC4 24号車となった上で、同じく1949年に空き番号のCe4/4 5II号機に改番された旧Ce4/4 9I号機とともに再度旅客列車用として運用されている。その後1956年にはスイスの鉄道における客室等級の1-3等の3段階から1-2等への2段階への統合と、これに伴う称号改正により3等室が2等室となって形式記号もCからBに変更となって形式名がそれぞれBe4/4  4II-5II形、B3 18-20形、B4 24-25形となって1969年の同鉄道の電化方式直流1200Vへの昇圧に伴う運行機材の一新のタイミングまで運行されている。これらの機体はいずれも同一デザインの車体となっており、中央の客室の両端に、床面が一段低く運転台を兼ねた乗降デッキを設置した当時の標準的な低床式路面電車形態の機体であったが、前面に正面から側面まで回り込む大型の曲面ガラスを使用した窓を設けていたことが特徴であった。
これら3形式の製造にあたっては車体、台車、機械部分をSWSが、Ce4/4 7I-9I形の主電動機、電機機器をMFOが担当している。なお、ブレンガルテン-ディーティコン鉄道の電車で機番7および8は本形式の後のBe4/4 6I-8II形とBDe8/8形にそれぞれ2代目のBe4/4 7II号機、8II号機と3代目のBDe8/8 7III号機、8III号機とが、機番9は同じくBDe8/8形に2代目のBDe8/8 6II号機が在籍していたため、本形式の機体はそれぞれ7I、8I、9I号機と表記され、同じく1949年の改番後の機番4および5は本形式の前に初代のCe2/2 4I号機、5I号機が在籍していたため、本形式の機体はそれぞれ4II、5II号機と表記される。各形式各気体の経歴は以下の通り。
| 製造時形式・機番 製造年 | 製造所 価格                  | 台車改造 形式・機番 改造年 | 廃車年 | 再生年 | 改番 形式・機番 改番年 | 客車化 形式・機番 改造年 | 称号改正 形式・機番 称号改正年 | 廃車年 |
| ----------------------- | ---------------------------- | -------------------------- | ------ | ------ | ---------------------- | ------------------------ | ------------------------------ | ------ |
| Ce4/4 7I 1912年         | SWS/MFO 54,317スイス・フラン | -                          | 1947年 | 1949年 | Ce2/2 4II 1949年       | -                        | Be4/4 4II 1956年               | 1966年 |
| Ce4/4 8I 1912年         | SWS/MFO 55,488スイス・フラン | -                          | 1947年 | 1951年 | -                      | C4 24 1951年             | B4 24 1956年                   | 1969年 |
| Ce4/4 9I 1915年         | SWS/MFO 64,717スイス・フラン | -                          | -      | -      | Ce2/2 5II 1949年       | -                        | Be4/4 5II 1956年               | 1969年 |
| C 18 1912年             | SWS 約16,000スイス・フラン   | C3 18 1943年               | -      | -      | -                      | -                        | B3 18 1956年                   | 1969年 |
| C 19 1912年             | SWS 約16,000スイス・フラン   | C3 19 1943年               | -      | -      | -                      | -                        | B3 19 1956年                   | 1969年 |
| C 20 1912年             | SWS 約16,000スイス・フラン   | C3 20 1944年               | -      | -      | -                      | -                        | B3 20 1956年                   | 1969年 |
| C4 25 1912年            | SWS 25,500スイス・フラン     | -                          | -      | -      | -                      | -                        | B4 25 1956年                   | 1969年 |

1. ↑  改造費用は約19,900スイス・フラン
2. ↑  1970年解体
3. ↑  改造費用は約8,900スイス・フラン
4. ↑  1970年解体
5. ↑  改造費用は約8,900スイス・フラン
6. ↑  1972年解体
7. ↑  改造費用は約8,900スイス・フラン
8. ↑  1970年解体、車体は民間で東屋として残存
9. ↑  アールガウ州メリンゲンで事務所として1999年ころまで残存

## 仕様

### 車体・走行機器
- 車体構造は1900-30年代におけるスイスの私鉄車両では標準であった木鉄合造構造で、鋼材リベット組立式の台枠上に木製の車体骨組および屋根を載せて前面および側面外板は鋼板を木ねじ止めとしたものとし、屋根、床および内装は木製としている。
- 台枠は型鋼組立式で、前後端の運転室・乗降デッキ部と中央の客室の主台枠部の間に段差を設けた低床式路面電車と同様の構造となっている。車体は両運転台式で、ブレンガルテン-ディーティコン鉄道の車両限界に合わせて客室部の車体幅を2200mmと狭くしており、曲線での車体のオーバーハングを抑えるため車体両端運転室兼乗降デッキ部の車体幅は客室部よりもさらに幅の狭いものとなっている。また、客室部の側面下部には裾絞りが付き、前後運転室兼乗降デッキ部は裾絞りのないものとなっている。乗降口には片引戸の乗降扉が設置されているが、戸袋は設置されずにデッキ内に直接引き込まれる。屋根はシングルルーフで、屋根の曲線の深い客室部と、浅い運転室兼乗降デッキ部からなるものとなっている。また、窓下および窓枠、車体裾部に型帯が入るほか、窓類は下部左右隅部R無、上部左右隅部がR付きの形態となっている。
- 正面はゆるいRを持つ形態で、中央の貫通扉の左右に正面窓が、さらに車体隅部から側面にかけて大型の曲面ガラスを使用した窓が設けられており、正面下部左右に外付式の丸形前照灯が、上部屋根中央部に小型の標識灯配置されているもので、後に標識灯上部に小型の前照灯が増設されている。なお、車体正面隅部への曲面ガラスの採用は、本形式のほか、スイス国鉄ブリューニック線のA 101形パノラマ客車やツーク州電気軌道[9]の電車であるCFe4/4 1...4形およびCFe2/2 11-12形、ルガーノ-カドロ-ディノ鉄道[10]のBDe2/3 1-4形ないくつかの事例があるが、本形式は後年車体隅部分を塞ぎ、側面のみの平面ガラスの窓に改造されている。連結器は台枠取付のピン・リンク式連結器でのものが設置されている。
- 車体内は後位側から運転室兼乗降デッキ、禁煙3等室（称号改正後の2等室）、喫煙3等室（いずれも称号改正後の2等室）、乗降デッキ兼運転室の配列となっており、側面は窓扉配置1D33D1（運転室兼乗降デッキ窓-乗降扉-禁煙3等室窓-喫煙3等室窓-乗降扉-乗降デッキ・運転室窓）となっている。乗降デッキは外付1段のステップ付きで客室との扉は片引戸、デッキから客室間と喫煙・禁煙室間の扉は片開戸となっており、側面窓は下落とし窓で幅の広い大型のものとなっている。また、屋根上は前後の台車上部に大型のビューゲル計2基が、その間に主抵抗器が、前後端部にヒューズや開閉器箱が設置されており、ビューゲルは後年菱形のパンタグラフに換装されている。
- 客室は2+1列の3人掛けの固定式クロスシートを配置しており、座席定員は禁煙3等室、喫煙3等室ともそれぞれが3ボックスずつの配置で17名の計34名、立席定員はそれぞれ5名の計10名となっている。座席は木製ニス塗りで座面と背摺に合皮張りのクッションを設けたもので、2人掛けのものには座席上部に枕木方向に荷棚が設置されている。室内の天井は白で中央部には1ボックス当たり1箇所白熱灯式室内灯が装備され、側壁面は木製ニス塗りで喫煙・禁煙室間とデッキ・客室間の仕切壁面および側面窓間はクロス貼りとなっている。運転室は当時のスイスの電車で標準的な立って運転する形態で、正面中央の貫通扉の左側に力行および電気ブレーキ用の大形のマスターコントローラーが、右側にブレーキハンドルおよび手ブレーキハンドルが設置されており、運転士は状況に応じてデッキ内を移動しながら運転を行う。
- 制御装置はMFO製の直接制御式抵抗制御のものを搭載しており、これにより4基の主電動機を制御して定格出力239kWの性能と45km/hの最高速度を発揮し、電気ブレーキとして発電ブレーキを装備しているほか、ブレーキ装置は制御装置による発電ブレーキ、真空ブレーキと手ブレーキを装備している。
- 台車はSWS製の板台枠式のもので、急曲線の通過に対応するため、主電動機を台車枠の車軸外側に吊掛式に装荷して軸距を1600mmと短くしており、枕ばねは重ね板ばね、軸ばねはコイルばね、基礎ブレーキ装置として踏面ブレーキが装備されるほか、台車前後の端梁は大型のスノープラウを兼ねた排障器となっている。
- 塗装
  - 車体はライトグレーもしくはクリーム色をベースとして運転室兼乗降デッキ部は下半部をブルーグレー、側面は下半部のうち中央部をブルーグレーとして塗分け部にライトブルーの細帯を入れたもので、側面下部中央には"BDB"の、乗降扉脇には形式機番および禁煙、喫煙の表記がそれぞれ飾り文字で入るもので、床下機器と台車がダークグレー、屋根および屋根上機器はライトグレーであった。なお、製造当初は車体のブルーグレー部に細線で飾り帯の縁取りが入れられていた。

### 主要諸元
- 軌間：1000mm
- 電気方式：DC850V（1937年以降DC900V）架空線式
- 最大寸法：全長13600m、車体幅2200mm
- 軸配置：Bo'Bo'
- 軸距：1600mm
- 台車中心間距離：7600mm
- 自重：24.0t（7I、8I号機[11]）、23.2t（9I号機）
- 定員：3等34名（喫煙17名、喫煙17名）、立席10名
- 走行装置
  - 主制御装置：抵抗制御
  - 主電動機：直流直巻整流子電動機×4台
  - 定格出力：239kW
- 最高速度：45km/h
- ブレーキ装置：真空ブレーキ、手ブレーキ、発電ブレーキ

## C 18-20形およびC424-25形

### 概要
- 車体はCe4/4 7I-9I形と同一形態で車体長は側面窓2箇所分短いもの、C 18-20形は2軸式でC4 24-25形は2軸ボギー式で基本寸法も同一であり、主制御器などの電気機器や前照灯などを撤去した形態で、車体塗装およびその推移も同じものとなっている。
- 車体内は後位側から乗降デッキ、禁煙3等室（称号改正後の2等室）、喫煙3等室（いずれも称号改正後の2等室）、乗降デッキの配列となっており、側面の窓扉配置はC 18-20形が1D22 D1、C4 24-25形は1D33D1 （両形式とも乗降デッキ窓-乗降扉-禁煙3等室窓-喫煙3等室窓-乗降扉-乗降デッキ）で、客室内もCe4/4 7I-9I形と同様の配置となっている。
- 台車はC 18-20形は台枠装荷の1軸式で次期箱支持方式は軸箱守式、軸ばねは重ね板ばねを1段リンク式としたもの、C4 24-25形のものは、台車枠は鋼材組立式、 枕ばねは重ね板ばね、軸ばねはコイルばねとなっており、Ce4/4 7I-9I形のものと軸距は同一であるが、付随台車であることから軽量化が図られたものとなっている。なお、基礎ブレーキ装置として踏面ブレーキが装備される。
- C 18-20形は1948-49年に曲線通過性能の向上のため、SLM製の３軸式操舵台車を装備してC3 18-20形となっている。これは1930-40年代にスイスの路面電車などの2軸車の新製もしくは改造用として採用されたものであるが、路面電車等でも2軸ボギー車が主力となって2軸単車そのもの少数となったため事例は多くなく、スイス国内では本形式のほか以下のような機体が例として挙げられる。
  - ルガーノ-カドロ-ディノ鉄道[12]：BDe2/3 1-4形
  - フォルヒ鉄道[13]：BDe2/3 6形
  - ビルゼック鉄道[14]：Ce2/3 1-4形、Ce2/3 3II形、Ce2/3 7-9形、ほか付随車
  - シャブレ公共交通[15]：Be2/3 15-16形
  - ローザンヌ軌道[16]：Ce2/3 28-29形
  - チューリッヒ市交通局[17]：Be2/3 1031-1032形
- 本形式の操舵台車は通常の2軸の中間に小径の中間1軸を配置して車軸配置をA'1'A'としたもので、前後の車軸は左右に転向できる独立の1軸台車、中間の車軸は車体とはフリーで枕木方向に可動するもので、前後の1軸台車と中間軸がリンクで結合されている。曲線区間において中間軸が車体中心線に対して曲線の外側に変位すると、その変位量に応じてリンクで接続された前後の1軸台車が曲線に合わせて転向する構造となっており、1軸台車は枕ばね、軸ばねともに 重ね板ばねで、中間軸は枕ばねはなく軸ばねは重ね板ばね、台車枠はいずれも鋼板溶接・リベット組立式で中軸は内側台枠式、1軸台車は外側台枠式となっている。

### 主要諸元
両機種共通
- 軌間：1000mm
- ブレーキ装置：真空ブレーキ、手ブレーキ

| C 18-20形（C3 18-20形） - 軸配置：2（1'1'1'） - 最大寸法：全長10670mm、車体幅2200mm - 軸距：3700mm（2300+2300mm） - 自重：7.7t（8.6t） - 定員：3等座席22名（喫煙11名、喫煙11名） 、立席24名 | C4 24-25形 - 軸配置：2'2' - 最大寸法：全長13600mm、車体幅2200mm - 軸距：1600mm - 台車中心間距離：7600mm - 自重：13.4t（C4 24号車は15.0t ） - 定員：3等座席34名（喫煙17名、喫煙17名） 、立席20名 |

## 運行・廃車

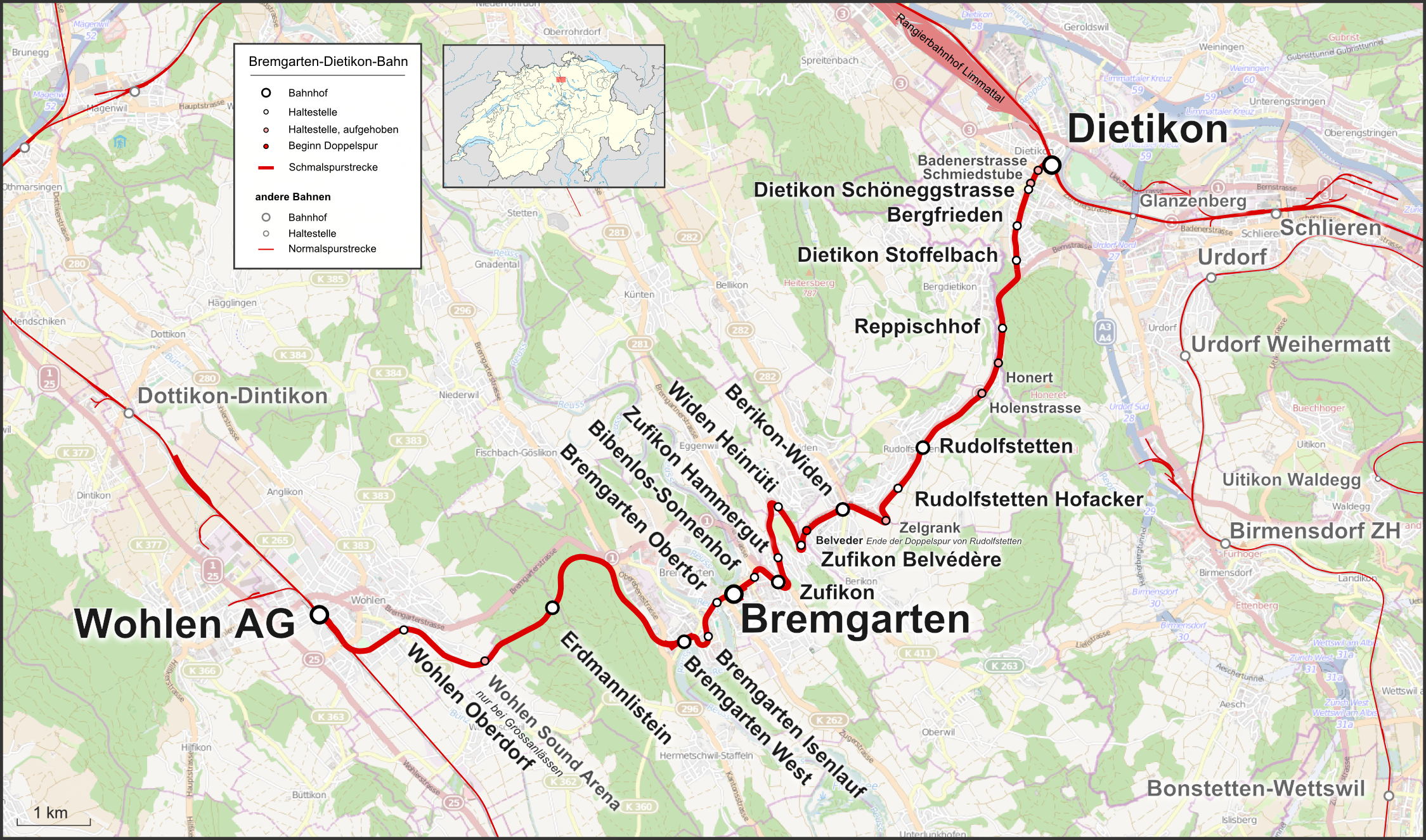
ブレンガルテン-ディーティコン鉄道の路線図

- ブレンガルテン-ディーティコン鉄道はアールガウ州のヴォーレンからブレンガルテンを経由してチューリッヒ州のディーティコンに至る18.9kmの路線であり、最急勾配56パーミル、最急曲線半径25m、標高389-550mでディーティコン付近0.8kmは併用軌道との路線であり、 両端駅でスイス国鉄に接続するものである。また、本形式が運用されていた当時はヴォーレンからブレンガルテン西間6.4kmは1435mm軌間の旧ヴォーレン-マイスターシュヴァンデン鉄道線との三線軌条となっており、最急勾配は60パーミル、1936年時点で4.4km、1958年時点で2.5kmが併用軌道もしくは路肩敷設の軌道であり、ディーティコンでリンマッタル軌道[18]に接続していた。 なお、本形式の運行していた時代より後の、1990年5月27日にはチューリッヒのSバーンに指定されてS-17系統となってアールガウ州からチューリッヒ州への通勤路線として運行されており、1995年以降には一部区間の複線化が行われているほか、ヴォーレン - ブレンガルテン・ウエスト間の三線軌条は2015年に撤去されて、線路用地のみが引続きスイス国鉄からリースされている。
- Ce4/4 9I 号機は製造後にメーカーのSWSにより、1914年にベルンで開催されたスイス国営博覧会に出品されており、その後1915年にブレンガルテン-ディーティコン鉄道に納入されて運行を開始している。
- Ce4/4 7I-9I形が導入された1910年代から1960年代にかけての同鉄道は電車が旅客列車や貨物列車を牽引する列車で運行されており、本形式も他の電車と共通で全線で、単行での運行のほか、混合列車を含む客車列車や貨物列車の牽引に使用されており、重連総括制御機能は持たないものの電車同士での重連でも使用されていた。C 18-20形およびC4 24-25形も同様に他の旧型2軸客車、ボギー客車や貨車とともに全線で使用されており、牽引機もCe4/4 7I-9I形に特定されておらず、さまざまな編成で運用されていた。
- 1947年にはCe4/4 7Iおよび8I号機が一旦廃車となり、ブレーキ装置がその後の新造車に流用されているが、1949年にはCe4/4 7I号機はCe4/4 4II号機に改番の上で、Ce4/4 8I号機は1951年に客車化されてC4 24号車となった上で運用に復しており、同時にCe4/4 9I号機が1949年に空き番号のCe4/4 5II号機に改番されている。
- 1956年の称号改正により、本形式はBe4/4 4II-5II号機、B3 18-20号車、B4 24-25号車となったが、その後1963年には車体の状態が悪化したBe4/4 5II号機が旅客列車での運用から外れ、また、1966年11月にはBe4/4 4II号機が事故により損傷したためそのまま廃車となっている一方、その後にはBe4/4 5II号機が修復の上で再度運用に復している。
- ブレンガルテン-ディーティコン鉄道ではその後も輸送量が増大して1965年には輸送人員が132万人を超え、従来からの機材の老朽化も進んでいたことから総合的な近代化を図るために1960年代にさまざまな検討がなされ、結果として固定編成による列車により効率的なパターンダイヤを組むこととなって3車体連接式のBDe8/8形9編成を1967年に発注し、1969年6月1日のダイヤ改正で通常運行されるの全ての旅客列車に置き換え、同時に架線電圧を900Vから1200Vに昇圧している。この結果、従来の1000mm軌間用機材のうち事業用もしくは貨物列車牽引用として残されることとなったBDe4/4形およびBe4/4 7II号機の計3機のみが架線電圧昇圧対応工事を実施し、それ以外の電車および事業用のものを除く客車は全車廃車となっている。 これに伴い、本形式も残存していたBe4/4 5II号機、B3 18-20号車、B4 24-25号車が廃車となっている。